# Androsace akbaitalensis
Androsace akbaitalensis là một loài thực vật có hoa trong họ Anh thảo. Loài này được Derganc ex O.Fedtsch. mô tả khoa học đầu tiên năm 1903.